# Stefan Wallisch
Stefan Wallisch (* 4. April 1970 in Wien, Österreich)
ist ein in Südtirol lebender österreichischer Journalist und Buchautor.
Er ist seit 1995 Redakteur bei der italienischen Nachrichtenagentur ANSA, mit 1. Dezember 2017 übernahm er die Leitung der ANSA-Redaktionen in Bozen und Trient.
Gemeinsam mit seiner Ehefrau, der italienischen Journalistin und Buchautorin Luisa Righi, hat er bisher mehrere Wander-, Geschichts- und Kulturführer veröffentlicht.

## Publikationen
- Aufstieg und Fall der Telekratie. Silvio Berlusconi, Romano Prodi und die Politik im Fernsehzeitalter. Böhlau, Wien 1997. ISBN 3-205-98568-0.

## Bücher über Südtirol
Bei allen Büchern in nachfolgender Liste ist Luisa Righi Co-Autorin; die Werke sind gleichzeitig auch in italienischer Sprache erschienen.
- Spurensuche in Südtirol. Wandern mit Ötzi, Goethe und Luis Trenker. Folio, Bozen/Wien 2007. ISBN 978-3-85256-361-9.
- Ötzi, die Räter und die Römer. Archäologische Ausflüge in Südtirol. Folio, Bozen/Wien 2009. ISBN 978-3-85256-486-9.
- Grenzgänge in Südtirol. Ausflüge in Geschichte und Landschaft. Folio, Bozen/Wien 2010. ISBN 978-3-85256-537-8.

Mit diesem Buch gewannen die Autoren in der Kategorie Sachbuch den ersten Preis des von der Autonomen Provinz Bozen veranstalteten Literaturwettbewerbs Autori da scoprire. Laut der Südtiroler Bergsteigerlegende Reinhold Messner gibt dieses Buch "einen völlig neuen Blick auf Südtirol: voller Überraschungen und hintergründig informativ" (s. Vorwort des Buches). 
- Südtirol verstehen. 43 Antworten zu einem besonderen Land. Folio, Bozen/Wien 2017. ISBN 978-3-85256-722-8.

## Auszeichnungen
- Dritter Preis beim Literaturwettbewerb Frontiere – Grenzen 2003 mit der Erzählung Im gesamten Anstaltsgebiet Schritttempo...
- Erster Preis, gemeinsam mit Luisa Righi, beim Literaturwettbewerb Autori da scoprire 2009 der Autonomen Provinz Bozen